# Zabij, nebo budeš zabit
Zabij, nebo budeš zabit (v anglickém originále The Condemned) je americký akční film z roku 2007. Režisérem filmu je Scott Wiper. Hlavní role ve filmu ztvárnili Stone Cold Steve Austin, Vinnie Jones, Masa Yamaguchi, Emelia Burns a Manu Bennett.

## Obsazení
| Stone Cold Steve Austin | Jack Conrad    |
| Vinnie Jones            | Ewan McStarley |
| Masa Yamaguchi          | Go Saiga       |
| Emelia Burns            | Yasantwa Adei  |
| Manu Bennett            | Paco Pacheco   |
| Dasi Ruz                | Rosa Pacheco   |
| Marcus Johnson          | Kreston Mackie |
| Nathan Jones            | Petr Raudsep   |